# Короткевич, Харитина Евстафьевна
Харити́на Евста́фьевна Коротке́вич (урождённая Верхо́зина) (5 [17] октября 1882, Пестерево, Тобольская губерния, Российская империя — 3 [16] октября 1904, Порт-Артур, Дальний, Российская империя) — женщина, в звании рядового 13-го Восточно-Сибирского стрелкового полка принимавшая участие в обороне Порт-Артура.

## Биография

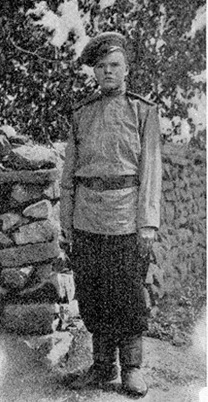
Стрелок 13-го Восточно-Сибирского полка Х. Е. Короткевич

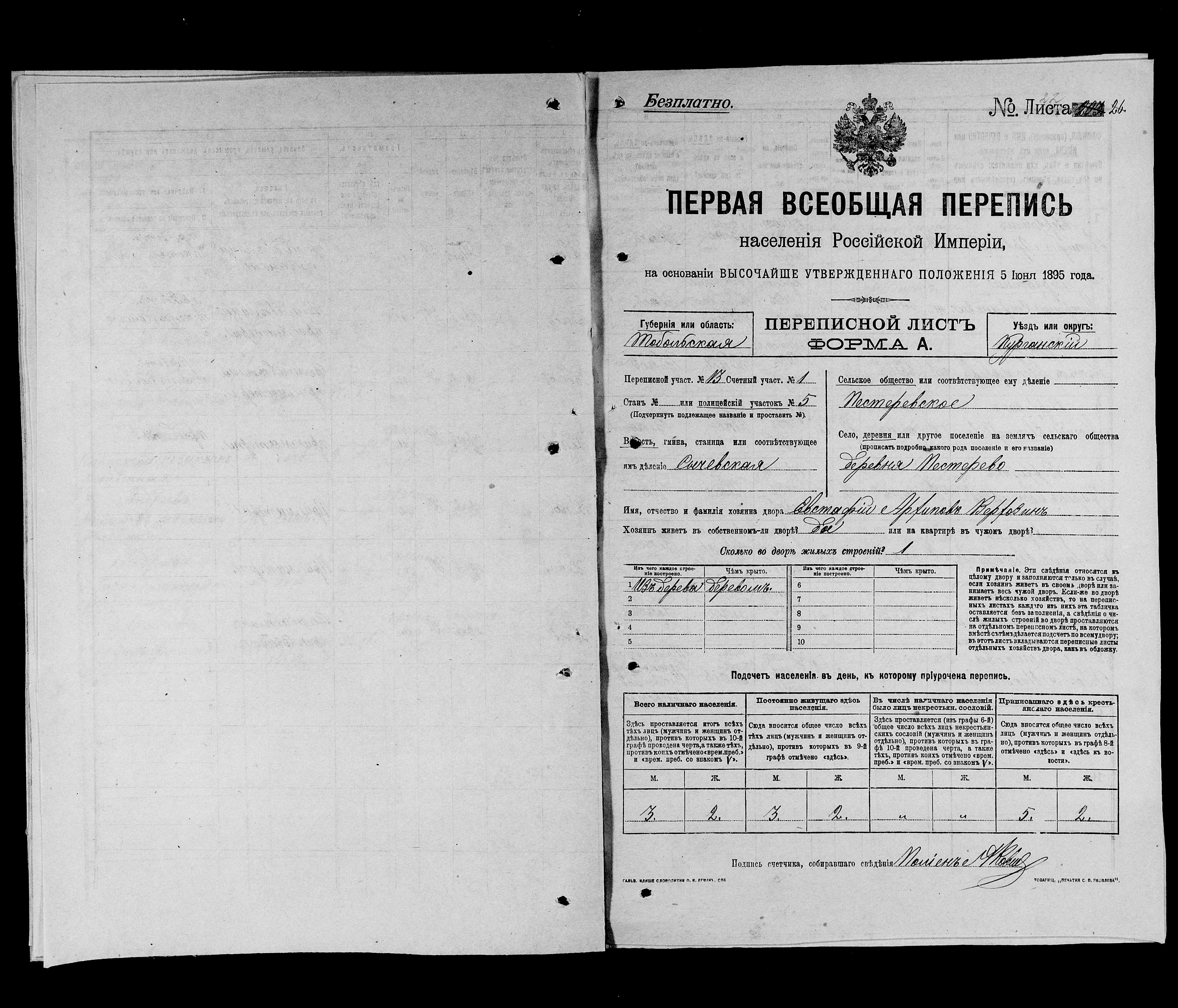
Перепись населения Российской империи (1897), лист с описанием двора в д. Пестерево, в котором жила семья Верхозиных.

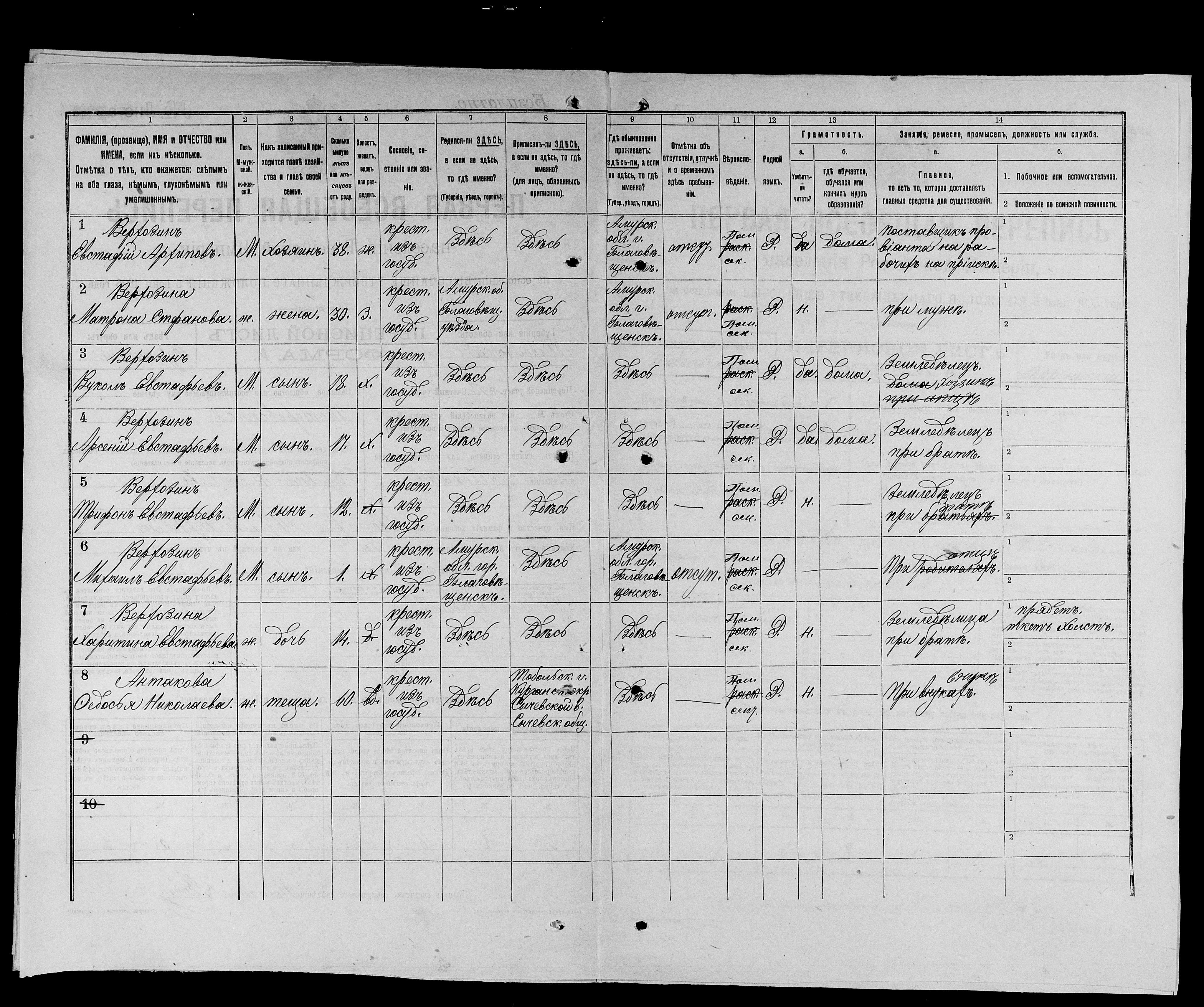
Перепись населения Российской империи (1897), лист с описанием семьи Верхозиных.

Харитина Евстафьевна Верхозина родилась 5 (17) октября 1882 года в крестьянской семье в деревне Пестерево Сычёвской волости Курганского округа Тобольской губернии, ныне деревня входит в Варгашинский муниципальный округ Курганской области. Отец, Евстафий Архипович Верхозин — раскольник поморского согласия, убит во время Ленского расстрела 4 апреля 1912 года. В шесть лет осталась без матери. В пятнадцать лет пошла в услужение, зарабатывая деньги для семьи.
Работала прислугой в буфете на железной дороге, у прокурора омского окружного суда. О ней, как о «человеке хорошем и доброго поведения», узнал крестьянин Уссурийского округа Яков Петрович Короткевич, державший буфет на станции Барим (кит. 巴林站) Китайско-Восточной железной дороги.
4 (17) июля 1902 года Харитина приехала к Якову, и Короткевич нанял её в качестве прислуги, а уже 27 октября (9 ноября) 1902 года они обвенчались. Собственных детей не имели, однако приютили китайского сироту.
После начала русско-японской войны Яков Короткевич как запасный солдат призыва 1893 года был призван на воинскую службу, которую проходил в 13-м Восточно-Сибирском полку. Харитина осталась заведовать хозяйством. 27 февраля (11 марта) 1904 года она первый раз приехала вместе с приёмным ребёнком на свидание к супругу и провела с ним четыре дня. По весне она вновь решила приехать к мужу, но в Харбине её как женщину не пропустили. Тогда она переоделась в железнодорожного служащего, остригла волосы и под видом проводника добралась до полка в начале апреля. Обратно возвращаться она не захотела и осталась с полком, нося сначала женскую одежду. В походе на Цзиньчжоу, однако, она с разрешения полкового начальства переоделась в мужскую одежду и под именем Харитона Короткевича стала стрелком 7-й роты.
Во время похода ни в чём не уступала мужчинам полка, и начальство, видя её искреннее желание добросовестно служить, допускало её присутствие в рядах стрелков и даже иногда поощряло её.
Полк входил в состав гарнизона крепости Порт-Артур Квантунской области Наместничества Дальнего Востока Российской империи, ныне район Люйшунькоу города Далянь провинции Ляонин Китайской Народной Республики.
6 (19) августа 1904 года во время сражения на Угловой горе Яков Короткевич был ранен и отправлен в подвижной полевой госпиталь. Харитина отправилась вслед за супругом и пробыла в госпитале 2—3 недели, ухаживая за ранеными и делая перевязки. Однако ещё до полного выздоровления мужа Харитина стала выходить на поля сражения. В сентябрьских сражениях на горе Высокой под огнём противника подбирала раненых и выносила их из боя. В середине сентября совсем оставила госпиталь и вернулась к строевой службе в роте.
Командир 2-го батальона капитан Николай Андреевич Гусаковский взял Харитину посыльным, однако, пребывая на передовой, она часто участвовала в перестрелках с японцами.
В 11 часов утра 3 (16) октября 1904 года японцы начали обстрел русских позиций от Курганной батареи до форта № 2. Около 3 часов дня в блиндаж 5-й роты полка, где находились Х. Короткевич и подполковник Н. А. Гусаковский, попал 11-дюймовый снаряд. Харитина и другой посыльный погибли на месте; Гусаковский, уже выходивший из блиндажа, был контужен.
4 (17) октября 1904 Харитина (Харитон) Короткевич была похоронена в братской могиле у Скалистого кряжа (где был перевязочный пункт) в городе Порт-Артуре. До своего дня рождения, когда ей должно было исполниться 22 года, Харитина не дожила двух дней.

## Награда
За храбрость посмертно была награждена Знаком отличия Военного ордена IV степени.